# Priznanje mladim raziskovalcem
Priznanja mladim raziskovalcem je podeljeval Sklad Borisa Kidriča so bila namenjena tistim, ki so se izobraževali po diplomi visokošolskega študija in pred doseženim doktoratom. Podeljena so bila leta 1990 in 1991.

## Namen
Namen Priznanj mladim raziskovalcem je posebej izpostaviti iz množice akcije 2000 novih raziskovalcev (pa tudi izven nje) tiste, za katere lahko po najostrejših kriterijih pričakujemo, da se bodo razvili v vrhunske znanstvenike in bodo nosilci napredka v Sloveniji ter jih vzbudili k dodatnim naporom za uspešno izpopolnjevanje do dosega akademske stopnje oziroma doktorata ter samostojnosti v znanstvenem delu. Priznanja so vključevala poleg simbolične denarne nagrade tudi prednost pri podeljevanju štipendij za študij v tujini in prednost pri pridobivanju sredstev za začetek lastnih raziskav.
O prejemnikih priznanj je odločal Upravni odbor Sklada Borisa Kidrič.

## Prejemniki priznanj

### 1990
Na področju naravoslovno-matematičnih ved:
- Janez Bonča za raziskovalno delo na področju visokotemperaturnih superprevodnikov in za delo pri proučevanju inkomenzurabilnih struktur
- Janez Mavri za raziskave strukture majhnih molekul ter modeliranja bioloških sistemov

Na področju tehniških ved:
- Tomaž Vidic za delo Parametrična študija neelastičnega odziva konstrukcij z eno prostostno stopnjo pri potresni obtežbi
- Ivan Žagar za raziskovalno delo na transportnih problemih trdnin in tekočin z metodo robnih elementov

Na področju biotehniških in medicinskih ved:
- Drago Babnik za raziskovalno delo na področju vrednotenja krme in prehrane živali
- Aleš Blinc za raziskovalno delo pri uvajanju metode NMR spektroskopije v biomedicinske raziskave

Na področju družbenih in humanističnih ved:
- Igor Žagar za delo Zagatnost performativnosti ali kako obljubiti
- Mitja Hafner Fink za deli Ideologija in zavest družbenih slojev v Sloveniji in Uporaba metod razvrščanja v skupine pri proučevanju socialne strukture

### 1991
Na področju naravoslovno-matematičnih ved:
- Gorazd Planinšič za delo venčni resonator kot sprejemna tuljava v poizkusih z magnetno resonanco

Na področju tehniških ved:
- Slavko Bernik za raziskave visokotemperaturnih keramičnih superprevodnikov v sistemu Y-Ba-Cu-O
- Boris Hreščak za delo računalniško podprto konstruiranje diskretnih krmilnih sistemov

Na področju biotehniških in medicinskih ved:
- Samo Ribarič za dosežke na področju živčno mišične regeneracije v kontrolnih razmerah in ob draženju z električnim tokom.
- Boris Koruza za raziskovalno delo na področju selekcije in žlahtnjenja vinske trte

Na področju družbenih in humanističnih ved:
- Milan Zver za vrsto člankov s področja zgodovine slovenske politične misli
- Marko Juvan za delo Imaginarij Krsta pri Savici v slovenski literaturi